# 本阿弥周子
本阿弥 周子（ほんあみ ちかこ、1950年1月23日 - ）は、日本の女優。

## 人物
実家は元々足利将軍家の同朋衆で刀剣の鑑定や研磨を担当していた名門・本阿弥家。
川村学園高校卒業後、青山杉作記念俳優養成所、俳優小劇場付属養成所に在籍。
ドラマでは時代劇（主にゲスト出演）と2時間ドラマ（特に「木曜ゴールデンドラマ」）への出演が多いが、ポーラテレビ小説『吉井川』、ライオン奥様劇場『片隅の二人』では主演を務めた。
「秋月佐江子」と改名していた時期がある。
特技は日舞、スキー。B級ライセンス保持者。
明確な引退発表はなかったものの、1999年以降は出演作品が確認されていない。

## 出演

### テレビドラマ
- ポーラテレビ小説（TBS）
  - ひまわりの道（1971年 - 1972年） - 柳田政子
  - 吉井川（1972年 - 1973年） - 村田りん
- 大河ドラマ（NHK）
  - 国盗り物語（1973年） - 萩姫
  - 勝海舟（1974年） - お仲
- 新選組 第4話「千本通りに消えた銃声」（1973年、CX） - じゅん
- 追跡 第5話「天使の裁き」（1973年、KTV）
- 東芝日曜劇場／家庭が大事（1973年、TBS）
- 新十郎捕物帖・快刀乱麻（1973年 - 1974年、ABC）
- 白雪劇場／大久保彦左衛門 第6話（1973年、KTV）
- 水戸黄門（TBS / C.A.L）
  - 第4部 第21話「南部鉄瓶由来 -盛岡-」（1973年6月11日） - 由美
  - 第6部 第28話「めぐり逢い -鎌倉-」（1975年10月6日） - お松
  - 第7部 第11話「津軽こぎん -弘前-」（1976年8月2日） - こぎん
  - 第8部 第27話「熱湯に浸った悪い奴 -別府-」（1978年1月16日） - おけい
  - 第9部 第12話「二人いた弥七 -新潟-」（1978年10月23日） - お信
  - 第10部 第23話「めざす敵はお殿様 -高遠-」（1980年1月21日） - お秋
  - 第12部 第20話「悲願叶えた糸車 -峰山-」（1982年1月11日） - お房 ※秋月佐江子名義
  - 第14部 第13話「恐怖! 凶賊卍衆 -久保田-」（1984年1月23日） - 絹
  - 第15部
    - 第28話「助さんは替え玉亭主 -岐阜-」（1985年8月5日） - おもよ
    - 第38話「父と呼ばれた格之進 -大宮-」（1985年10月14日） - お駒

  - 第23部 第27話「酔いどれ男の恩返し -人吉-」（1995年2月13日） - しのぶ
- 銭形平次（CX・東映）
  - 第398話「はやて駕籠」（1973年） - お敏
  - 第491話「あばずれお仙」（1975年） - お仙
  - 第621話「しのぶ河岸」（1978年） - おその
  - 第809話「幻の殺人者」（1982年） - おゆき
- 花の生涯（1974年、NTV） - 西村かづ
- 愛ぬすびと（1974年、THK）
- 新・荒野の素浪人 第29話「第三の女」（1974年、NET）
- 大岡越前（TBS / C.A.L）
  - 第4部 第2話「仕掛けられた罠」（1974年10月14日） - お文
  - 第5部 第4話「恐怖！雨の夜の辻斬り」（1978年2月27日） - 志津
  - 第6部 第7話「勇気ある証言」（1982年4月19日） - お寿 ※秋月佐江子名義
  - 第7部 第20話「辞世に託した三千両」（1983年9月5日） - おせい
  - 第8部 第9話「女賊を泊めた人情同心」（1984年9月17日） - おみね
  - 第12部 第2話「無慈悲裁いた怒りの白洲」（1991年10月21日） - お咲
- 鞍馬天狗（1974年、NTV）
- 宮本武蔵（1975年、KTV）
- 江戸を斬る（TBS）
  - 江戸を斬るII　第1話「江戸を斬る」（1975年）
  - 江戸を斬るIII　第10話「恐怖の辻斬り」（1977年）
  - 江戸を斬るV　第10話「当り富札は殺しの番号」（1980年）
  - 江戸を斬るVII　第6話「桃の節句の鬼退治」（1987年） - お咲
  - 江戸を斬るVIII　第20話「父の敵は十手持ち」（1994年） - おしづ
- 必殺シリーズ（ABC）
  - 必殺仕置屋稼業 第27話「一筆啓上大奥が見えた」（1976年） - おさと
  - 必殺仕業人 第2話「あんたこの仕業をどう思う」（1976年） - お竜
  - 新・必殺仕置人 第3話「現金無用」（1977年） - お梶
  - 江戸プロフェッショナル・必殺商売人 第25話「毒を食わせて店食う女」（1978年） - おりょう
  - 新・必殺仕事人 第23話「主水かくれて夜勤する」（1981年） - お袖
  - 新・必殺仕舞人 第4話「八木節は悲しい村の恨み節」（1982年） - およし
  - 必殺仕事人IV　第3話「主水老人問題を考える」（1983年） - お梅
  - 必殺仕切人 第9話「もしも女房が裸婦モデルになったら」（1984年） - おりょう
  - 必殺仕事人V　第9話「主水、キン肉オトコに会う」（1985年） - おみよ
  - 必殺橋掛人 第1話「江戸絵図の謎を探ります」（1985年） - 尾上
  - 必殺仕事人V・風雲竜虎編 第13話「剣豪の妻、悲願の御前試合」（1987年） - 照葉
- 痛快!河内山宗俊 第14話「鉄火肌一番まとい」（1976年、CX）
- 遠山の金さん（NET・東映） ※杉良太郎版
  - 第1シリーズ
    - 第19話「渡る世間の鬼を斬れ!!」（1976年）- お琴
    - 第68話「いかさま稼業」（1977年）- 田之口弥生

  - 第2シリーズ（1979年） - 芸者小菊（準レギュラー）
- 十手無用 九丁堀事件帖 第20話「奈落の花」（1976年、NTV） - おさん
- 大江戸捜査網（12ch→TX）
  - 第239話「怨みの米騒動」（1976年） - お葉
  - 第304話「裏切りの殺人計画」（1977年） - おみね
  - 第342話「怪しき風来坊謎の変身」（1978年） - おしず
  - 第596話「夫婦崩壊! 妻が酒に溺れる時」（1983年）
- ライオン奥様劇場（CX）
  - 片隅の二人（1976年）- 千田澄子
  - 夕空晴れて（1980年）
- 桃太郎侍・高橋英樹版（NTV）
  - 第10話「のろ松恋ごころ」（1976年）
  - 第80話「罪つくりな遺言」（1978年）
- 江戸特捜指令 第23話「大胆不敵! 美女軍団盗みのテクニック」（1977年、MBS）
- 人形佐七捕物帳 第3話「呪われた錦絵美人」（1977年、ANB）
- 伝七捕物帳 第150話「女心の情けが仇」（1977年、NTV） - おしの
- 破れ奉行 第26話「仁義なき暗黒街」（1977年、テレビ朝日） - おしの
- 気まぐれ本格派 第24話「マトモなのは俺一人」（1978年、NTV）
- 東京メグレ警視シリーズ　第23話「警視と善良な人々」（1978年、ABC）
- 風鈴捕物帳 第4話「血染めの贋小判」（1978年、ANB）
- 土曜ワイド劇場（ANB）
  - 目撃者なし（1978年）
  - 解明旅行 北陸路観光殺人（1980年）
  - 女ごろし 消し忘れた過去（1985年）
  - 新・赤かぶ検事奮戦記（3） 夢追い地蔵殺人事件 龍神温泉の美女と古銭の秘密 父娘が法廷初対決!（1996年、ABC）
- チェックメイト78　第15話「警部と死のテニスボール」（1979年、ABC）
- 暴れん坊将軍シリーズ（ANB / 東映）
  - 吉宗評判記 暴れん坊将軍
    - 第63話「一六勝負に散った花」（1979年） - おしま
    - 第205話「春ふたたび! 夫婦簪」（1982年） - おふみ

  - 暴れん坊将軍II 第155話「永代橋に消えた恋!」（1986年） - お滝
  - 暴れん坊将軍III 第115話「大岡越前 罷免さる!?」（1990年） - おらん
  - 暴れん坊将軍IV 第45話「おやこ喧嘩の大手柄!」（1992年） - お勝
- 新五捕物帳 第67話「悲恋おんな坂」（1979年、NTV）
- 江戸の激斗 第21話「日蔭の花を救え」（1979年、CX） - 初音
- 噂の刑事トミーとマツ 第4話「女ごころvs迷コンビ」（1979年、TBS） - 野口秋代
- 大捜査線（1980年、CX） - 都築悠子
- ザ・ハングマンシリーズ（ABC）
  - ザ・ハングマン 第43話「ふたり親分相撃ち作戦」（1981年） - 香川都
  - ザ・ハングマンII　第4話「天下り役人に仏罰を」（1982年） - 小谷和枝
- 特捜最前線（ANB）
  - 第238話「刑事無情・あいつが愛した悪い女!」（1981年）
  - 第255話「張込み 顔を消した女!」（1982年）
  - 第266話「老刑事、女詐欺師を追う!」（1982年）
  - 第304話「炎の女 瓢湖からのたずね人!」（1983年）
  - 第305話「炎の女II 哀切の雪まつり!」（1983年）
  - 第325話「超能力の女!」（1983年）
- 斬り捨て御免!　第3シリーズ 第12話「黄金に群がる闇の相場師」（1982年、TX） - お春
- 影の軍団シリーズ（KTV）
  - 影の軍団II    第21話 「妖拳！蛇皮線の女」（1982年）- 里波
  - 影の軍団III　第14話「闇にきらめく美女」（1982年） - 綾の局
  - 影の軍団IV（1985年） - 村山たか
    - 第19話「凄い女がやって来た」
    - 第20話「悪女の首が笑う」
- 赤かぶ検事奮戦記III　第1話「赤かぶ 萩へ転勤す」（1983年、ABC）
- 眠狂四郎無頼控 第6話「悪女の色香は殺しの匂い」（1983年、TX） - 杉江
- 遠山の金さん　※高橋英樹版
  - 第1シリーズ 第70話「悪女の陰謀・死体だけが知っている!」（1983年、ANB / 東映）- お仙
- 木曜ゴールデンドラマ（YTV）
  - 母の犯した罪（1983年5月12日）
  - 密会（1984年3月8日）
  - 嫁たちの叛乱 先妻後妻連合軍vs姑とマザコン亭主の血戦!!（1984年5月17日）
  - 私の中の阿修羅（1984年8月30日）
  - 嫁・姑・女のたくらみ（1984年9月27日）
  - 愛と憎しみの断崖（1984年12月6日）
  - 遺産戦争（1984年12月27日）
  - 女だけの冬（1985年2月14日）
  - 嫁・姑の叛乱（1985年5月2日）
  - 嫁・姑・単身赴任（1986年4月3日）
  - お姑さんの叛乱（1986年5月8日）
  - 親に向かって何ネ!（1986年10月16日）
  - 嫁・姑・女たちの激闘（1986年11月6日）
  - 初婚・再婚・二人三脚 後妻いびりに負けてたまるか（1986年12月25日）
  - 家族それぞれの叛乱（1987年5月14日）
  - 他人家族III　血よりも濃い、女の友情（1987年10月1日）
  - 愛の誤算（1988年2月25日）
  - 燃えて生きる お母さんは死なない!（1988年8月11日）
  - 嫁の再婚・姑ふたり（1989年5月4日）
  - 舅と嫁と姑と…（1990年5月17日）
  - 黄昏・旅立ち・二人づれ（1990年5月31日）
  - お姑さんの登校拒否（1990年11月29日）
  - 嫁・姑・婚約騒動（1991年2月21日）
- 大奥 （関西テレビ）
  - 第12話「見ざる言わざる聞かざる」（1983年）－御年寄・藤岡
  - 第39話「盗まれた青春」（1984年）－りん
- 新・女捜査官 第14話「闇に踊るホステス連続絞殺魔」（1983年、ABC）
- 時代劇スペシャル（CX）
  - 松本清張のかげろう絵図（1983年）
  - 怪談妖蝶の棲む館 美女の裸身に舞う蝶は白い肌の亡霊を呼ぶ（1983年）
- ニュードキュメンタリードラマ昭和 松本清張事件にせまる 第9回「芥川龍之介の自殺」（1984年、ANB）
- 弐十手物語 第9話「散歩する死者」（1984年、CX）
- 夫婦ねずみ 今夜が勝負 第11話「二人の次郎太 どっちが殺し屋?」（1984年、TX）
- 長七郎江戸日記 第1シリーズ（NTV）
  - 第6話「風流敵討ち狂言」（1983年）
  - 第89話「母と子の子守唄」（1986年）
- 花王 愛の劇場（TBS）
  - 黒革の手帖（1984年）
  - ママ走れ!（1992年）
- 月曜ドラマランド／いじわる看護婦（5）（1984年、CX）
- 乾いて候（1984年、CX）
- 火曜サスペンス劇場／崩れる（1985年、NTV）
- 金曜女のドラマスペシャル／影ある旅装 疑惑の逢いびき（1986年、CX）
- ドラマ・女の手記／看護婦日記 新宿盛り場裏産婦人科医院（1986年、TX）
- 大型時代劇スペシャル／愛に燃える戦国の女 豊臣家の人々より（1988年、TBS）
- 名奉行 遠山の金さん（ANB / 東映） ※松方弘樹版
  - 第1シリーズ 第19話「殺しを招く幻の女」（1988年） - おしん
  - 第2シリーズ 第3話「風呂屋の亭主が謎の連続心中」（1989年） - お美代
  - 第3シリーズ 第11話「尼僧に忍びよる黒い影」（1990年） - お辰
  - 第4シリーズ 第5話「二度誘拐された娘」（1991年） - お浜
  - 第6シリーズ 第1話「（秘）大奥女中謎の死」（1994年6月9日） - 松橋
  - 第7シリーズ 第21話「消された刺青 仮面の裏の悪魔」（1996年） - お島
  - 遠山の金さんVS女ねずみ 第18話「偽装心中! 箱根路の逃避行」（1997年）
- 風雲!真田幸村（1989年、TX）
- 12時間超ワイドドラマ（TX）
  - 宮本武蔵（1990年）
  - 家康が最も恐れた男 真田幸村（1998年）
- 神谷玄次郎捕物控 第11話「霧の果て」（1990年、KTV）
- 八百八町夢日記 第1話シリーズ 第38話「おりん無残! 今蘇る関が原の戦い」（1990年、NTV）
- 幕府お耳役檜十三郎 第3話「紫袱紗に包まれた謎」（1991年、TX）
- 新春5時間時代劇スペシャル／独眼竜の野望 伊達政宗（1993年、ANB）
- 孤臣 お命守り申し候（1993年、TX）
- 殿さま風来坊隠れ旅 第7話「あやしい街・乙女の涙」（1994年、ANB）
- はぐれ刑事純情派（ANB）
  - 第7シリーズ 第17話「美人サギ師! 腐れ縁の女たち」（1994年） - 佐竹美智 役
  - 第8シリーズ 第10話「母の復活! 安浦刑事の新しい娘」（1995年）
  - 第9シリーズ 第18話「落ちた女!? 黒猫を探す安浦刑事」（1996年）
  - 第10シリーズ 第1話「母と娘10年目の再会! 南紀・房総、二つの勝浦を結ぶ殺意」（1997年）
- 霧の中の真実（1995年、CX）

### その他のテレビ番組
- ごちそうさま（NTV）
- おしゃれ（NTV）
- 一枚の写真（CX）

### 映画
- 狼よ落日を斬れ（1974年）
- うれしはずかし物語（1988年）
- 仔鹿物語（1991年4月20日）
- 天国の大罪（1992年10月3日）
- ユメノ銀河（1997年2月15日）

### 吹き替え
- パメラ・フランクリン（映画『巨大生物の島』）

### 舞台
- わたしは女優
- 沓掛時次郎
- 里見浩太朗特別公演／樅の木は残った